# The Crystal Method
The Crystal Method est un duo de musique électronique composé de Ken Jordan et de Scott Kirkland, originaires de Las Vegas (Nevada, États-Unis), créé en 1993 à Los Angeles (Californie, États-Unis). Leur style de musique se compose de breakbeat et de big beat, teinté de sonorités funk, hip-hop et rock.

## Utilisation de leurs morceaux
Les compositions du groupe sont souvent utilisées dans des œuvres télévisuelles (Keep Hope Alive : générique de la série New York 911, générique de Bones, illustration sonore de la série Malcolm, un épisode des experts (dead ringer) ainsi que le dernier Columbo (Columbo mène la danse), cinématographiques (Matrix, Blade II, Blade: Trinity, 60 secondes chrono, xXx, Zoolander, London, The extremists...) ainsi que dans de nombreux jeux vidéo (Need For Speed: Underground ou le titre Name of the Game dans Splinter Cell, Gran Turismo 2, Gran Turismo 4, FIFA 98, Smile et Starting Line dans le jeu Blur), le 22 août 2013, le duo compose aux côtés de Riot Games, le thème de Lucian (114e champion de League Of Legend). Ils renouvellent leur collaboration en composant en 2015 avec Dada Life le thème Musical Kinetic qui accompagne la sortie du Skin ultime DJ Sona.
En France, l'émission foot de Canal+, Canal Football Club, a utilisé le morceau Weapons of Mass Distortion comme générique.